# The Great Escape (album van Ilse DeLange)
The Great Escape is het zesde album van Ilse DeLange. Dit album is al bekroond met dubbel platina.
DeLange ging voor dit album een tijdje naar de Verenigde Staten waar het album is opgenomen in de Henson Recording Studios te Los Angeles.
Tot dusver scoorde DeLange alleen albumhits, maar na dit album kwam daar verandering in. The great escape, The lonely one en I love you bereikten de Nederlandse Top 40. Het album zelf kwam binnen op nummer 1 in de Album Top 100, bleef daar zeven weken staan en stond in totaal 89 weken in de albumlijst.
In het jaaroverzicht van de best verkochte albums van 2006 stond The Great Escape op nummer 5.

## Tracklist
1. Reach for the light - (I. DeLange / P. Leonard) - 4:35
2. The lonely one - (I. DeLange / P. Leonard) - 3:48
3. The great escape - (I. DeLange / P. Leonard) - 4:00
4. Was it love - (I. DeLange / P. Leonard) - 4:03
5. I always will - (I. DeLange / P. Leonard) - 5:18
6. Miss Politician - (I. DeLange / P. Leonard - 3:38
7. Don't you let go of me - (I. DeLange / P. Leonard) - 5:04
8. Carry hope - (I. DeLange / P. Leonard) - 4:16
9. Waterfall - (I. DeLange / P. Leonard) - 3:50
10. Far away - (I. DeLange / P. Leonard) - 4:23
11. I love you - (I. DeLange / B. Gaitsch) - 3:50
12. The valley - (I. DeLange / P. Leonard) - 4:19
13. When - (I. DeLange / P. Leonard) - 3:54
14. But beautiful (met Dashboard Confessional) - (I. DeLange / P. Leonard) - 3:19 (niet op elke versie van het album aanwezig)